# 분자영양학
분자영양학(分子營養學)이란 인체에서 발생하는 모든 생리학적 혹은 생물학적인 현상을 분자 수준에서 이해하고자 하는 분자생물학의 근간을 바탕으로 한다. 2005년 인간유전체사업을 통해여 인간 유전자수가 2,500개로 확인되면서 유전자가 생명현상의 특징인 인종, 성별, 체형, 환경에 대한 적응력, 영양요구도, 노화 및 수명연장까지 모든 정보를 가지고 있다는 것을 알게 되었다. 그러나 유전적 배경이 같은 쌍둥이에서도 영양섭취의 양상과 정도에 따라 나타나는 표현형(phenotypes)은 매우 다른 양상을 보이면서 유전자형(genotypes)에 영향을 주는 영양, 운동 및 질병 등의 환경인자에 관심을 가지게 되었다. 특히 가장 영향력이 있는 인자로써 영양소가 부각되면서 발전한 학문영역이 분자영양학이다.

## 정의
'분자영양학'이란 인체에서 발생하는 모든 생리학적 혹은 생물학적인 현상을 분자수준에서 이해하고자 하는 분자생물학의 근간을 바탕으로 하며, 인체가 생존을 위하여 섭취하거나 생체에서 합성 혹은 분해하는 과정에서 생기는 영양소 분자 및 대사체 분자들이 생물학적 현상의 발현에 미치는 영향을 연구하는 학문이다.

## 분자영양학 연구방법론

### 영양유전체학(Nutrigenomics)
유전자와 유전자산물 및 유전 등에 영향을 미치는 분자들의 생물학적 현상을 연구하는 '분자유전학'의 연구형태를 도입한 것이다. 특히 영양소의 결핍 혹은 과잉으로 인하여 발생하는 질병을 연구하는 영양학의 영역에서 유전체학적 해석을 접목시켜서 발전시킨 연구분야를 '영양유전체학(nutritional genomics, nutrigenomics)'이라고 한다. 영양유전체학은 어떤 질병의 증상이 발현되기 이전의 단계로 해석이 가능하여 질병의 개인 맞춤형 예방법 중 1차적으로 접근하는 영양치료에 기여하므로 현재 가장 주목받는 영역이다.

### Nutrigenetics
영양소 및 식품 자체가 유전자 및 단백질 발현에 영향을 주는 현상을 영양유전체학(nutrigenomics)라고 한다면 유전자 변이에 따라 영양소의 흡수와 이용 등 대사 변화에 영향을 주는 현상을 설명함으로써 유전자로 인한 생물학적 변이를 설명하는 것을 nutrigenetics라고 한다.

### 후생유전학
유전자는 질병이나 생리현상의 결정적 인자라기보다 필요조건이라는 점이 대두되면서 1980년 히스톤 조작(histone modification), DNA 메틸화(methylation)와 같이 유전자 구조 이외 외부인자에 의하여 유전자 발현이 조절된다는 것을 생각하였다. 이는 epigenetics, epigenomics 혹은 후생유전학, 후생유전체학이라는 새로운 연구분야로 발전하였다. 또한 외부인자가 유전자 발현에 영향을 주는 요인으로는 자궁 내 환경, 음식, 흡연, 감염, 스트레스, 환경오염, 사회적 환경, 운동, 음주, 약물 등 수없이 많다. 특히 태아는 영양소에 의한 유전자 발현에 매우 민감하게 반응하기 때문에 특정 영양소의 부족 및 과잉은 성인 질병으로 진행하는 데 있어서 조기 발현(early onset disease)에 기여한다. 이를 metabolic imprinting, developmental programming, fetal epigenetics라고 한다. 즉 어릴 때 특정 영양소에 좌우된 유전자 변이는 특정 영양소의 흡수 및 이용 등을 변화시켜서 tolerance/intolerance를 일으키게 된다.

### 대사체학(Metabolomics)
대사체학이란 세포 또는 조직 내 대사체의 순환, 분비 변화 등을 체계적으로 확인•정량하고, 그 결과로부터 대사체군(metabolome)을 다양한 생리•병리적 상태와 연관지어 대사체 네트워크를 다시 해석하는 총체적 연구이다. 따라서 특정 질환의 대사체 변화를 이해하고, 대사체 변화를 검출 및 확인하기 위한 초정밀분석기술과 그 결과를 생체의 생리적 상태와 연관지어 해석하기 위한 통계분석이 중요한 기술이다.

## 분자영양학의 도전 및 제한점

### 개인 맞춤형 치료 및 맞춤형 예방법에 따른 영양유전체학 연구디자인의 차별화
치료와 예방은 연구방법의 접근 자체가 다르다. 치료를 근간으로 하는 연구는 이미 발생한 질병의 증후군을 억제하는 데 관련된 바이오마커 및 유전자 중심 연구이다. 반면 예방을 근간으로 하는 연구의 경우에는 질병고나련 조직 자체의 분화/증식 혹은 대사 이상에 기여하는 인자를 비롯하여 질병의 시스템 및 합병증에 관여한 모든 조직을 대상으로 관련된 바이오마커 및 유전자를 추적하는 방식이다. 또한 개인의 관련 유전자 다형성에 따른 발현 정도에 이르기까지 그 영역을 추적하기 위해서는 분자생물학적 도구, 유전체, 전사체, 단백질체, 대사체 기술 모두를 동원하여야 하는 어려움이 있다. 따라서 질병을 치료 및 예방하는 영양문제가 단순히 어떤 식품을 추천하는 단계 혹은 영야소별 대사를 추적하는 데 그치지 말고 관련 질병까지 연계한 영양정보체계를 위한 시스템이 구축되어야 한다. 이에 질병과 관련된 분야의 기초연구를 위하여 영양, 운동, 분자생물, 화학, 의학, 약학, 통계 등 분야별 최신기술을 접목시킨 학제 간 융합연구가 필요하다.

### In vitro-, In vivo-및 인체 중재시험에 이르는 영양유전체학 적용
질병의 치료 및 예방을 위한 영양인자의 역할을 규명하기 위해서는 세포 및 동물시험법이 샘플의 유용성 및 조절의 자율성 때문에 가장 접근이 쉽다. 그러나 영양유전체학의 최종목표는 영양성분이 '인간의 질병 예방'에 미치는 과학적 근거를 밝히고 개인 맞춤형 영야(personalized nutrition)을 실현하는 것이므로 인체 중재시험은 최종적으로 반드시 필요하다. 그러나 인체 중재연구의 어려움 등을 이유로 세포와 동물시험은 사전시험으로 주로 이용하고 있으나, 단일 물질 처치에 따른 세포와 동물시험조차도 관찰된 각각의 유전자 발현이 동일하지 않은 경우가 허다하고, 일치한다고 하여도 대부분 인체시험에서 유사한 결과를 갖기가 매우 힘들다. 따라서 질병의 종류와 인체의 대사적 양상에 따른 발현유전체지도를 구성하거나 동일 혹은 유사한 발현 양상을 가진 세포 및 동물시험 모델을 찾아서 1차적으로 규명하는 것이 무엇보다 중요하다. 그후 2차적으로 KO-(유전자 삭제(knock out)) 혹은 유전자 변형 모델(transgenic model)에서 같은 결과를 얻으면 인체시험에서도 동일한 결과를 가질 확률이 높기 때문에 이러한 단계적인 결과를 제시할 경우 인체시험의 승인이 유리하다.

### 유전자형에 따른 인종 및 성별 간 표현형 발현 양상 차별성 규명
질병은 노화, 식습관, 생활습관, 경제적 상황 등 여러 환경과 연계되어 발생하므로 유전자-환경의 상호관련성(gene-environments interation)을 배제할 수 없으며, 게다가 개체마다의 유전자에 대한 민감성(susceptibility) 또한 이들 관계에 영향을 미친다. 따라서 질병관련 영양유전체연구를 위하여 반드시 대상국가의 인종적•성적 특성에 따른 식습관 등의 환경인자를 고려한 유전자 연구가 진행되어야 한다.

### 영양섭취기준 범주: 식품과 영양소
영양유전체학 연구에서 가장 중요한 부분으로 유전자 변이에 따른 관련 영양소의 권장량을 제시하여야 진정한 맞춤형 영양으로써의 가치를 가지며 그 범주는 평균필요양(EAR)과 상한섭취량(UL) 사이의 수준이어야 한다. 즉 유전자 맞춤형 임상중재연구를 하였을 때 유전자 변이형을 가진 대상이 관련 특정 영양소의 섭취가 과잉으로 요구되는 결과를 도출하여도 영양섭취기준(DRI)의 상한기준을 섭취권장량으로 해석하여야 한다는 것이다. 생체세포 DNA 분자에 영향을 미치는 영양소는 우리가 섭취하는 식품에서 얻어지므로 각각의 단일 화합물의 경우도 유전자 맞춤형 섭취 기준을 설정하기가 어려우며 식품 형태의 복합 화합물을 섭취할 경우 유전자 발현을 총체적으로 설명하는 것은 더욱 복잡하다. 따라서 최근에는 주요 대사별 장애를 가진 개인의 경우 주요 유전자 다형성에 따른 식품 맞춤형 영양학 중심의 연구가 필요하다는 주장이 제기되고 있다.